# Rinite gravidica
La rinite gravidica è una forma di rinite che colpisce circa il 50% delle donne in gravidanza e che si manifesta con i sintomi caratteristici di questa patologia (ostruzione nasale, starnuti e rinorrea).

## Eziologia e sintomatologia
Riguardo all'origine del problema, sembra che i recettori degli estrogeni e del progesterone nella mucosa nasale delle donne in gravidanza siano effettivamente più attivi, scatenando la rinite.
In pratica, il disturbo è legato sia a un effetto diretto degli ormoni sessuali sulla mucosa nasale, sia ad uno indiretto, che determinerebbe una variazione di concentrazione locale dei recettori ormonali.
L'effetto finale è un aumento della vascolarizzazione e delle secrezioni ghiandolari, con uno stimolo continuo sulla mucosa nasale causa di gonfiore e congestione, con tutti i sintomi di una normale rinite, quali ostruzione nasale, starnuti e rinorrea.
In seguito al parto i sintomi normalmente spariscono, ma a volte possono cronicizzare.

## Terapia
Il problema del trattamento della rinite gravidica consiste principalmente nel fatto che alle donne incinte è sconsigliato l'utilizzo dei farmaci normalmente impiegati in altri tipi di rinite, come i cortisonici o i vasocostrittori. Esiste però un trattamento innovativo, senza controindicazioni all'utilizzo in gravidanza, utile per ridurre i sintomi e migliorare la qualità della respirazione.
Si tratta delle nebulizzazioni nasali con sodio ialuronato (acido ialuronico) 9 mg APM, da effettuare con appositi device che producono particelle della dimensione ottimale (10/20 micron) per agire efficacemente sulla mucosa nasale.
Il sodio ialuronato, sostanza naturalmente presente nei nostri tessuti, svolge un'azione antinfiammatoria e di nutrimento della mucosa, rendendola più resistente nei confronti degli insulti ambientali, ma ha anche la caratteristica di migliorare la clearance mucociliare, il meccanismo di pulizia svolto da alcune particolari cellule che facilita l'eliminazione delle particelle nocive.
Questo ruolo protettivo dell'acido ialuronico è fondamentale anche come difesa da infezioni di carattere virale e da eventuali complicanze